# باول بيك
باول بيك (بالإنجليزية: Paul Peck)‏ هو طيار أمريكي، ولد في 10 أغسطس 1889 في أنستيد في الولايات المتحدة، وتوفي في 12 سبتمبر 1912 في شيكاغو في الولايات المتحدة.